# Classe Tempête
Pour les articles homonymes, voir Tempête (homonymie).
La classe Tempête est une classe de trois cuirassés garde-côtes à barbettes construits pour la Marine française dans les années 1870.

## Conception
Les trois cuirassés garde-côtes de 2e classe du type Tempête sont mis en chantier lors du programme de 1872, en même temps que leurs trois équivalents de 1re classe de classe Tonnerre. Ces six navires ont une conception identique et ont la même coque, la différence entre les deux classes résidant dans leur vocation : offensive pour la 1re classe, défensive pour la 2e classe. Finalement, chaque arsenal apportant sa touche finale, ces navires seront presque tous différents.

## Unités de la classe
| Nom     | Chantier naval       | Mise en chantier | Lancement       | Armement         | Fin                                     |
| ------- | -------------------- | ---------------- | --------------- | ---------------- | --------------------------------------- |
| Tempête | Arsenal de Brest     | 26 décembre 1872 | août 1876       | 14 novembre 1879 | Rayé des listes en 1907, démoli en 1912 |
| Vengeur | Arsenal de Brest     | décembre 1874    | mai 1878        | 18 juin 1882     | Rayé des listes en 1905                 |
| Tonnant | Arsenal de Rochefort | 12 février 1875  | 16 octobre 1880 | 8 mars 1885      | Rayé des listes en 1902, démoli en 1903 |